# Verordnung zur Begrenzung der Kohlenwasserstoffemissionen bei der Betankung von Kraftfahrzeugen
Die Verordnung zur Begrenzung der Kohlenwasserstoffemissionen bei der Betankung von Kraftfahrzeugen (21. BImSchV) hat praktische, alltägliche Bedeutung beim Betanken von Fahrzeugen an Tankstellen.
Bei jedem Betanken eines Kraftstofftanks mit Ottokraftstoffen entweichen Benzindämpfe aus dem zu befüllenden Tank eines Fahrzeuges. Damit verbunden waren ehedem erhebliche Emissionen an flüchtigen organischen Verbindungen. Wesentliches Ziel dieser Verordnung ist es, die Freisetzung dieser Kraftstoffdämpfe zu reduzieren.
Die Verordnung schreibt daher vor, Ottokraftstoff-Zapfsäulen mit Gasrückführungseinrichtungen auszustatten. Damit wird das beim Betanken verdrängte Gasvolumen wieder dem Lagertank der Tankstelle zugeführt, wo es das gleichzeitig dem Fahrzeugtank zugeführte Kraftstoffvolumen ersetzt. 
Darüber hinaus sind automatische Überwachungsvorrichtungen vorgeschrieben, die dafür sorgen, dass die Kraftstoffabgabe automatisch unterbrochen wird, wenn Störungen an der Gasrückführung nicht binnen 72 Stunden behoben werden.